# Elektryk

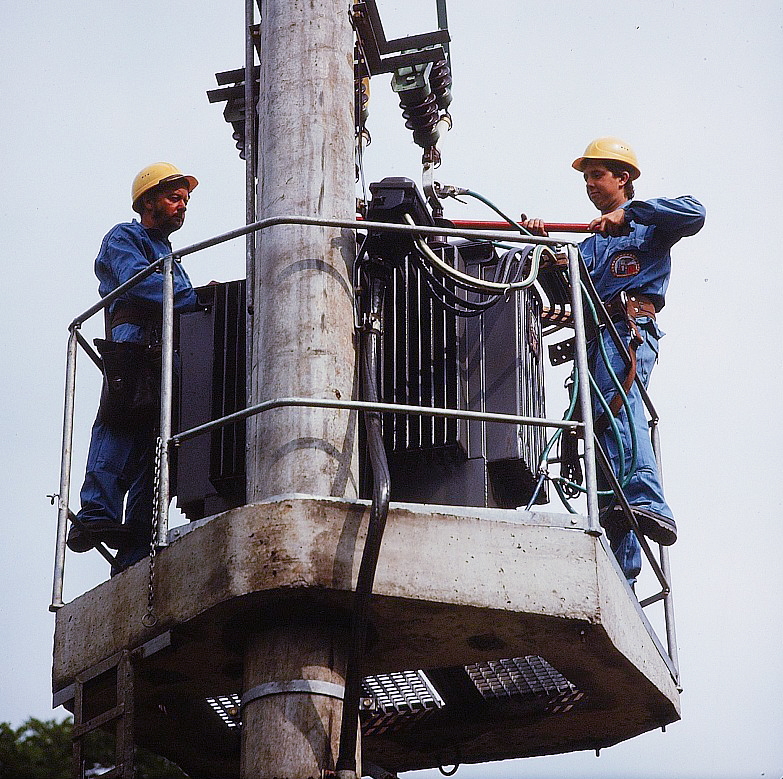
Elektrycy przy pracy z transformatorem

Elektryk – zawód związany z montażem i naprawą instalacji elektrycznych oraz konserwacyjno-naprawczych instalacji zalicznikowych.
Umiejętności:
1. Projektowanie instalacji elektrycznych, sieci elektrycznych[1];
2. Montaż instalacji elektrycznych zgodnie z dokumentacją techniczną;
3. Instalowanie i uruchamianie maszyn elektrycznych i urządzeń elektrycznych oraz regulowania parametrów ich pracy;
4. Wykonywanie przeglądów technicznych, konserwacji oraz napraw instalacji, maszyn i urządzeń elektrycznych;
5. Wykonywanie przeglądów technicznych, konserwacji oraz napraw linii napowietrznych i linii kablowych;
6. Przeprowadzanie konserwacji oraz napraw układów automatyki;
7. Wykonywanie pomiarów, prób po montażu i naprawie instalacji, maszyn i urządzeń elektrycznych oraz dokonywania oceny ich stanu technicznego.

## Elektrycy w Polsce
Elektrykiem może zostać osoba, która ukończyła:
1. szkołę zawodową;
2. szkołę ponadpodstawową (technikum)
3. studia wyższe np. politechnikę
4. kwalifikacyjny kurs zawodowy
5. lub zdobyła odpowiednie uprawnienia w wybranych ośrodkach egzaminacyjnych np. SEP (Stowarzyszenie Elektryków Polskich) lub SIMP (Stowarzyszenie Inżynierów i Techników Mechaników Polskich). Szczegóły zdobycia tych uprawnień określa Rozporządzenie Ministra Klimatu i Środowiska z dnia 1 lipca 2022 r. w sprawie szczegółowych zasad stwierdzania posiadania kwalifikacji przez osoby zajmujące się eksploatacją urządzeń, instalacji i sieci (Dz.U. z 2022 r. poz. 1392).